# DDR-Fußballmeisterschaft der Junioren 1951
Die DDR-Fußballmeisterschaft der Junioren 1951 war die 2. Auflage dieses Wettbewerbes, der von der Sektion Fußball im Deutschen Sportausschuß durchgeführt wurde. Der DDR-Meister wurde durch die Landesmeister der fünf Länder auf dem Gebiet der DDR und dem Meister aus Ost-Berlin ermittelt. Nach einer Vorrunde im sächsischen Bad Schandau, gelang es der BSG Chemie Leuna-Halle in Bitterfeld durch einen 1:0-Finalsieg gegen die BSG Rotation Dresden, ihren im Vorjahr errungenen Meistertitel erfolgreich zu verteidigen.

## Teilnehmende Mannschaften
An der DDR-Fußballmeisterschaft der Junioren (A-Jugend) für die Altersklasse (AK) 17/18 nahmen die Landesmeister der fünf Länder auf dem Gebiet der DDR und der Meister aus Ost-Berlin teil. Spielberechtigt waren Spieler bis zum 18. Lebensjahr (Stichtag: 1. August 1932). 
Für die Meisterschaft qualifizierten sich folgende Mannschaften:
| - Mecklenburg BSG Einheit Stralsund - Ost-Berlin SG Sparta Lichtenberg - Sachsen BSG Rotation Dresden | - Brandenburg BSG Lokomotive Frankfurt - Sachsen-Anhalt BSG Chemie Leuna-Halle - Thüringen BSG Turbine Erfurt |

1. ↑  Die BSG Melsa Halle in der Saison 1949/50 mit ihrer Fußballabteilung noch in der ZSG Union Halle aktiv, spielte mit der Saison 1950/51 wieder eigenständig. Zur Vorrunde der DDR-Meisterschaft Ende Mai, erfolgte die Umbenennung oder der Beitritt in die BSG Chemie Leuna-Halle.

## Modus
Die Teilnehmer wurden in der Vorrunde in zwei Staffeln zu je drei Mannschaften aufgeteilt und spielten nach dem Modus „Jeder gegen Jeden“ die Finalisten aus.

## Vorrunde

### Staffel I
Spiele
|                                            | Ergebnis |                       |
| ------------------------------------------ | -------- | --------------------- |
| Samstag, 26. Mai 1951 vor 1.000 Zuschauern |          |                       |
| SG Sparta Lichtenberg                      | 2:5      | BSG Rotation Dresden  |
| Sonntag, 27. Mai 1951 vor 2.000 Zuschauern |          |                       |
| BSG Rotation Dresden                       | 1:1      | BSG Einheit Stralsund |
| BSG Einheit Stralsund                      | 0:3      | SG Sparta Lichtenberg |

Abschlusstabelle
| Pl. | Mannschaft            | Sp. | S | U | N | Tore    | Quote | Punkte |
| --- | --------------------- | --- | - | - | - | ------- | ----- | ------ |
| 1.  | BSG Rotation Dresden  | 2   | 1 | 1 | 0 | 006:300 | 2,00  | 03:10  |
| 2.  | SG Sparta Lichtenberg | 2   | 1 | 0 | 1 | 005:500 | 1,00  | 02:20  |
| 3.  | BSG Einheit Rostock   | 2   | 0 | 1 | 1 | 001:400 | 0,25  | 01:30  |

### Staffel II
Spiele
|                                            | Ergebnis |                          |
| ------------------------------------------ | -------- | ------------------------ |
| Samstag, 26. Mai 1951 vor 1.000 Zuschauern |          |                          |
| BSG Turbine Erfurt                         | 6:1      | BSG Lokomotive Frankfurt |
| Sonntag, 27. Mai 1951 vor 2.000 Zuschauern |          |                          |
| BSG Lokomotive Frankfurt                   | 0:4      | BSG Chemie Leuna-Halle   |
| BSG Chemie Leuna-Halle                     | 2:2      | BSG Turbine Erfurt       |

Abschlusstabelle
| Pl. | Mannschaft               | Sp. | S | U | N | Tore    | Quote | Punkte |
| --- | ------------------------ | --- | - | - | - | ------- | ----- | ------ |
| 1.  | BSG Chemie Leuna-Halle   | 2   | 1 | 1 | 0 | 006:200 | 3,00  | 03:10  |
| 2.  | BSG Turbine Erfurt       | 2   | 1 | 1 | 0 | 008:300 | 2,67  | 03:10  |
| 3.  | BSG Lokomotive Frankfurt | 2   | 0 | 0 | 2 | 001:100 | 0,10  | 0:40   |

## Finale
| Paarung                | BSG Rotation Dresden – BSG Chemie Leuna-Halle |
| Ergebnis               | 0:1 (0:1) |
| Datum                  | Sonntag, 10. Juni 1951 |
| Stadion                | Fritz-Heine-Stadion, Bitterfeld |
| Zuschauer              | 3.000 |
| Schiedsrichter         | Alfred Scherl (Gera) |
| Tore                   | 0:1 Blüher (21.) |
| BSG Rotation Dresden   | Bösewetter – Oehmichen, Hermann – Endler, Klotsch I, Willkomm – Klotsch II, Eberhard Fischer, Gerd Losert, Heinz Swoboda, Stephan                            |
| BSG Chemie Leuna-Halle | Schmidt – Rolf Panterott, Eder – Gerhard Bierbaum, Gerhard Landmann, Smolinski – Blüher, Drobny, Muschiol, Lothar Gauert, Rudolf Cheftrainer: Gerhard Böning |